# Nadine Monfils
Pour les articles homonymes, voir Monfils.
 (mars 2024).
Si vous disposez d'ouvrages ou d'articles de référence ou si vous connaissez des sites web de qualité traitant du thème abordé ici, merci de compléter l'article en donnant les références utiles à sa vérifiabilité et en les liant à la section « Notes et références ».
 (mars 2024).
Améliorez-le ou discutez des points à vérifier. 
Nadine Monfils (née à Etterbeek le 12 février 1953) est une écrivaine et réalisatrice belge, vivant à Montmartre.

## Biographie
Mariée, mère de deux enfants, Nadine Monfils enseigne la morale et publie en même temps son 1er livre Contes pour petites filles perverses aux éditions le Cri. Éclectique, elle excelle dans tous les genres : poésie (douze prix), théâtre, bande dessinée (un projet de scénario adapté des "vacances d'un serial killer" avec Borris), roman, nouvelle... Le théâtre fait beaucoup appel à elle puisqu'elle a elle-même joué dans des pièces en wallon brabançon au Cercle l'Effort d'Ottignies. Parmi ses amitiés littéraires, il faut notamment citer Thomas Owen avec qui elle partageait un goût certain pour le fantastique, Bernard Noël, Marcel Moreau, Frédéric Dard et Jean-Pierre Jeunet côté cinéma.
Pendant des années, elle donne des cours d'écriture de scénario au Parallax (école de comédiens) en compagnie de Pascal Vrebos, à l'U.E.E. (Université européenne d'écriture créative et audiovisuelle). Elle a également rédigé des chroniques littéraires dans Père Ubu, journal satirique belge, pendant dix ans. Depuis 3 ans, elle écrit des critiques de polars pour Focus.
Elle dirige une galerie d’art, pendant 7 ans, à Bruxelles et a fait carrière comme comédienne. Elle a travaillé avec le cinéaste Walerian Borowczyk.
Elle est également critique de cinéma dans Tels Quels (revue homosexuelle). 
Elle a animé des ateliers d’écriture dans les prisons (notamment à Rouen).
Elle a entre autres créé le personnage du commissaire Léon, le flic qui tricote. Elle est en outre l'un des auteurs de la version française de Blade, Voyageur de l'Infini sous le pseudonyme masculin de Jeffrey Lord (no 166 : L'Ogresse de Manala, 2006 ; no 174 : La Malédiction des ombres, 2007 ; no 177 : Les Seigneurs des ténèbres, 2007). 
Thomas Owen écrit d'elle dans une postface : « Elle est pareille à ses héroïnes. Elle demeure maîtresse de la situation. Quand on l'interpelle, elle se retourne, se penche en avant, trousse son jupon, montre son derrière et s'envole par-dessus les toits. »

## Œuvres

### SérieLes Enquêtes du commissaire Léon
- 1999 : Madame Édouard
- 1999 : La Nuit des coquelicots
- 2000 : Il neige en enfer
- 2000 : Silence des canaux
- 2000 : Clair de lune à Montmartre
- 2001 : Le Fantôme de Fellini
- 2001 : Les Bonbons de Bruxelles
- 2001 : Les Jouets du diable
- 2002 : Bonjour chez vous !
- 2002 : Le Cabaret des assassins
- 2010 : Les Fantômes du Mont-Tremblant

### SérieMémé Cornemuse
- 2011 : Les Vacances d'un serial killer, Belfond / Pocket
- 2012 : La Petite Fêlée aux allumettes, Belfond / Pocket
- 2013 : La Vieille qui voulait tuer le bon dieu, Belfond / Pocket
- 2014 : Mémé goes to Hollywood, Belfond
- 2015 : Maboul Kitchen, Belfond
- 2020 : Mémé Cornemuse is back, Léon aussi, L'agence Corleone, French Pulp éditions

### SérieElvis Cadillac
- 2016 : Elvis Cadillac : King from Charleroi, Fleuve éditions
- 2017 : Ice cream et Châtiments, Fleuve éditions
- 2018 : Le Rocker en pantoufles, Fleuve éditions[1],[2].

### SérieLes folles enquêtes de Magritte et Georgette
- 2021 : Nom d'une pipe !, Robert Laffont
- 2021 : À Knokke-le-Zoute, Robert Laffont
- 2022 : Les Fantômes de Bruges, Robert Laffont
- 2022 : Liège en eaux troubles, Robert Laffont
- 2023 : Leffe toi et marche, Robert Laffont
- 2023 : Charleroi du crime, Robert Laffont
- 2024 : À Montmartre, Robert Laffont
- 2025 : Pataques à Cadaques, Robert Laffont

### Autres publications
- 1984 : La Velue, Éditions du Rocher, réédité en janvier 2015 aux éditions Fragrances avec l'ajout d'une introduction
- 1984 : Peau de papier, Le Cri-Vander
- 1991 : La Vieille Folle, Lefrancq, illustré par René Follet d'après la pièce de théâtre du même nom
- 1995 : Une petite douceur meurtrière, Gallimard, coll. « Série noire » no 2382
- 1997 : Rouge-fou, Flammarion
- 1998 : Monsieur Émile, Gallimard, coll. « Série noire » no 2501
- 2000 : Les Miroirs secrets de Bruges, Éditions Hors Commerce, coll. « Hors noir » no 24
- 2001 : Le Bal du diable, La Musardine (érotisme)
- 2005 : Les Fleurs brûlées, Mijade
- 2005 : Peau de papier, L'Arganier
- 2005 : Contes pour petites filles perverses, La Musardine (érotisme)
- 2005 : Laura Colombe, Atelier des brisants, illustré par Leonor Fini
- 2007 : Babylone dream, Belfond / Pocket
- 2008 : Contes cruels, Éditions Blanche
- 2008 : Nickel Blues, Belfond
- 2008 : Contes pour petites filles criminelles, éditions Tabou (érotisme)
- 2009 : Téquila frappée, Belfond
- 2009 : Le Bar crade de Kaskouille, Éditions La Branche, « Suite noire » (no 30)[3]
- 2010 : Coco givrée, Belfond
- 2011 : Contes pour petites filles libertines, éditions Tabou (érotisme)
- 2011 : Nuits retroussées à Venise, éditions Tabou (érotisme)
- 2012 : Les Souliers de satan, éditions Tabou (érotisme)
- 2015 : La robe bleue dans 13 à table ! 2016. Paris : Pocket n° 16479  (ISBN 978-2-266-26373-3)
- 2019 : Les Nouvelles Enquêtes de Nestor Burma - Crimes dans les marolles, French Pulp éditions
- 2019 : Le Rêve d’un fou, Fleuve éditions
- 2020 : Le Souffleur de nuages, Fleuve éditions

### Nouvelles
- Jeannette Goncourt, dans l'anthologie À peine entré dans la librairie... La Griffe noire, 30 ans. Paris : Télémaque, 06/2018, p. 209-212.  (ISBN 978-2-7533-0357-7)
- La Vengeance des chauve-souris, dans La Nouvelle du lendemain, anthologie numérique organisée pendant le confinement par la Ligue de l’Imaginaire, le festival Lisle noir et Cultura, 03/2020[4].

## Théâtre
- 1985 : Une hirondelle en hiver (Théâtre du Grand Midi), mise en scène de Bernard Damien
- 1986 : Il ne faut pas parler d'amour aux cadavres qui ont les ongles peints en rouge (Le Botanique)
- 1991 : La Vieille Folle (Palais des beaux arts), mise en scène de Jean-Claude Idée avec Suzy Falk, Dominique Bayens, Stéphane Steeman en remplacement de Jacques Lippe
- 1994 : Moi toute petite, mourir un jour, mise en scène d'Elvire Brison avec Rosalia Cuevas, Yves Deguenne, Andrea Hanecart
- 1995 : Les Fleurs brûlées, mise en scène de Jean-Claude Idée avec Rosalia Cuevas[5].

## Filmographie

### Réalisatrice
- 2000 : Un Noël de chien,  court métrage
- 2004 : Madame Édouard,  long métrage

### Scénariste
- 2000 : Un Noël de chien,  court métrage
- 2004 : Madame Édouard,  long métrage

## Distinctions
- Prix « Polar 2007 » au Salon « Polar & Co » de Cognac pour Babylone Dream
- Prix de la Nouvelle policière RTBF pour La Vie en rose
- Prix jeunesse des lectures publiques pour Les Fleurs brûlées
- Prix littéraire des lycéens et apprentis de Bourgogne 2009 pour Nickel Blues
- Prix de la ville de Limoges 2010 pour Coco givrée
- Prix de "La griffe noire" ( St Maur / Gérard Collard) pour l'ensemble de son œuvre.